# 2013年の政治
< 2012年 | 2013年の政治 | 2014年 >
2013年の政治（2013ねんのせいじ）では、2013年の政治分野に関する出来事について記述する。

## 政治関係の出来事

### 1月
- 1日 - 米国の上院・下院で、財政関連法案を可決。これにより、いわゆる「財政の崖」は回避される見通しとなった。
- 1日 - 欧州連合 (EU)で、財政協定（英語）が発効。
- 3日 - 米国の、第113議会（英語）開会。下院議長に、ベイナー議長が再選。
- 3日 - 米国のオバマ大統領が2013年度の国防権限法（英語）に署名。国防予算総額は6,333億ドル（日本円で約53兆円）。
- 3日 - パレスチナ自治政府のアッバス議長が、「パレスチナ国」の名称使用を命じる議長令を出す[1]。
- 4日 - 米上下両院の合同本会議が開かれ、大統領選挙でのオバマ大統領の再選が確定[2]。
- 10日 - 山形県知事選挙が告示され、現職の吉村美栄子が無投票で再選[3]。
- 10日 - みどりの風参院議員の平山誠が参院会派「みどりの風」に合流。所属していた参院会派「新党大地」は解散。
- 11日 - サウジアラビアでアブドラ国王により、初めて諮問評議会の次期議員に30人の女性を任命した。任期は4年[4]。
- 11日-12日 - チェコで初めて国民による直接選挙制に基づくチェコ大統領選挙の投開票が実施されたが、どの候補者も過半数の得票とならず、決選投票が実施される事となった。
- 15日 - パキスタンの最高裁判所は、汚職事件への関与容疑でアシュラフ首相の逮捕命令を命じた[5]。
- 16日 - 国民新党の代表代行森田高が離党届を提出。今後当面の間、無所属で活動へ。
- 20日 - オーストリアで徴兵制の是非を問う国民投票が行われ、賛成が有効票の59.8%となった[6]。
- 21日 - 政治団体・「日本未来の党」の共同代表・嘉田由紀子が辞任。共同代表・阿部知子が、単独で代表に就任。
- 21日 - 米国のオバマ大統領の2期目の就任式が開催（就任は20日）[7]。
- 22日 - イスラエルで総選挙の投票。ベンヤミン・ネタニヤフ首相が率いる右派リクードと極右イスラエル我が家の統一会派が120議席中31議席を獲得し第一党となり、右派が過半数を獲得[8]。
- 23日 - 無所属の参院議員米長晴信が、参院会派「みんなの党」に入会。
- 23日 - ヨルダン下院議会の総選挙の投票。王室支持派が大勝したが、イスラム原理主義組織のムスリム同胞団は選挙をボイコットした[9]。
- 24日 - 社民党が常任幹事会で、党役員人事を行い、空席となっていた幹事長に又市征治副党首を、政審会長に参院議員吉田忠智を任命。また、選対委員長に福島瑞穂党首が兼務。
- 25日 - 生活の党が結党大会を開催。代表森裕子が辞任し、衆院議員小沢一郎を新たな代表に選出[10]。
- 25日-26日 - チェコ大統領選挙の決選投票が行われ、ミロシュ・ゼマン元首相が当選。
- 27日 - 岐阜県知事選挙の投開票が行われ、現職の古田肇が3選。
- 27日 - 北九州市議会議員選挙の投開票が行われ、自民党が立候補者19名全員が当選した為、第一党を維持し、初めて候補を擁立した日本維新の会、みんなの党は3議席ずつ獲得[11]。
- 27日 - ブルガリアで原発に関する国民投票を実施。
- 28日 - 第183回国会が召集され、内閣総理大臣・安倍晋三が施政方針演説を実施。
- 28日 - みどりの風が共同代表制を解消し、代表に参院議員谷岡郁子が就任。その他の執行部人事は、代表代行 兼 国対委員長に行田邦子、幹事長に亀井亜紀子、政調会長に舟山康江をそれぞれ任命[12]。
- 31日 - 台湾の陳冲行政院長（首相）が健康上の理由で辞任。後任を、江宜樺行政院副院長（副首相）とする事を発表。

### 2月
- 1日 - 米国のヒラリー・クリントン国務長官が退任。後任に、ジョン・ケリー前外交委員長が就任。
- 2日 - イスラエルのペレス大統領は、ネタニヤフ首相に新政権の組閣を要請。
- 4日 - 国土交通・復興政務官徳田毅が、女性問題の責任を取り、辞任[13]。
- 4日 - 米国で債法定上限の引上げ法（5月18日まで暫定）にオバマ大統領が署名し、成立。
- 6日 - 今月4日に辞任した徳田毅前国土交通・復興政務官の後任に、自民党衆院議員の坂井学を起用[14]。
- 9日 - ドイツのアンネッテ・シャーヴァン教育相が論文盗用問題を巡り、辞任を表明。
- 12日 - 米国のオバマ大統領が連邦議会両院合同本会議で一般教書演説を実施。
- 17日 - エクアドル大統領選挙が行われ、ラファエル・コレア大統領が3選。
- 17日 - キプロス大統領選挙の投票が行われたものの、どの候補者も得票が過半数とならず決選投票を実施へ[15]。
- 18日 - アルメニア大統領選挙が行われ、サルキシャン大統領が再選[16]。
- 18日 - 台湾の行政院長（首相）に江宜樺前行政院副院長（副首相）が就任し、新内閣が発足[17]。
- 19日 - チュニジアのジェバリ首相が辞任[18]。
- 20日 - ブルガリアのボイコ・ボリソフ首相が内閣総辞職を表明[19]。
- 21日 - 元首相森喜朗が特使としてロシアのプーチン大統領と会談。
- 22日 - 内閣総理大臣・安倍晋三とアメリカ合衆国大統領・オバマが日米首脳会談。
- 22日 - 民主党参院議員の川崎稔と植松恵美子が離党届を提出。
- 22日 - 国民新党前幹事長の下地幹郎（前衆院議員）が離党届を提出。
- 23日 - ロシアのプーチン大統領が、たばこの規制法案に署名。
- 24日 - キプロス大統領選挙の決選投票が行われ、民主運動党のニコス・アナスタシアディス党首が初当選。
- 24日 - キューバの人民権力全国会議は、国家評議会議長（元首）に、ラウル・カストロ議長を再選。
- 24日 - コンゴ民主共和国と周辺10ヶ国がコンゴ東部の和平協定に調印。
- 24日-25日 - イタリア総選挙 投票日。反緊縮派が勢力拡大、中道左派連合が下院では過半数を獲得したものの、上院は過半数を制さず。
- 25日 - 韓国の朴槿恵（パク・クネ）大統領の就任式が開催され、朴が大統領に就任。
- 25日 - 民主党は、22日に提出した参院議員の川崎稔と植松恵美子の離党届を受理。
- 26日 - 平成24年度補正予算案が、参院本会議で可決・成立。
- 26日 - 無所属で参院会派「みんなの党」に入会している、参院議員米長晴信が、みんなの党に入党。
- 26日-28日 - 第18期中国共産党中央委員会第2回全体会議[20]。
- 27日 - 国民新党の幹事長浜田和幸と衆院議員野間健が離党届を提出。これにより、同党は衆院の議席はゼロ。参院も代表の自見庄三郎の1名のみとなり事実上の「解党」状態となった。
- 27日 - スロベニア国民議会は、ヤンシャ首相への不信任決議案を可決。
- 28日 - 米国のジェイコブ・ルー財務長官が就任。
- 28日 - バチカン市国のローマ教皇・ベネディクト16世が退位。

### 3月
- 1日 - 米国のオバマ大統領は、歳出を強制削減する大統領令に署名が発効。（英語）
- 1日 - 米・ミシガン州のリック・スナイダーが、デトロイト市の財政上の非常事態宣言を発令。
- 3日 - スイスで民間企業経営者の報酬に制限をかけるべきかを問う国民投票（高額報酬制度反対イニシアチブ）が行われ、賛成68%で可決。
- 4日 - ケニア大統領選挙・総選挙 投票日。ウフル・ケニヤッタ副首相が初当選。
- 5日 - 中国・全国人民代表大会第12期第1回会議が開会。温家宝総理による最後の政府活動報告。
- 5日 - モルドバ議会は、フィラト連立内閣の不信任案を可決[21]。
- 6日 - みどりの風の代表代行・行田邦子が離党届を提出。
- 6日 - 米・下院で、「2013会計年度暫定予算」の延長法案を可決。
- 7日 - 国連安全保障理事会は、北朝鮮の核実験への追加制裁決議案を採択。
- 8日 - 国民新党幹事長の浜田和幸が離党届を撤回により復党。
- 9日 - マルタで総選挙が行われ、野党・労働党が15年ぶりに政権を奪還。
- 10日 - ミャンマーの国民民主連盟 (NLD)が25年ぶりに党大会を開き、アウン・サン・スー・チーが党首に再選。
- 10日-11日 - 英領フォークランド諸島で帰属先問う住民投票。賛成票が99.8%の結果となった。
- 11日 - 北朝鮮は朝鮮戦争休戦協定の破棄を宣言。
- 11日 - ハンガリー議会は憲法改正案を可決。
- 12日 - グリーンランド（デンマーク領）で議会選挙が行われ、第2党だった進歩党の得票率42.8%となり第1党に復帰した。
- 12日-13日 - バチカン市国で退位したベネディクト16世の後任のローマ教皇を決めるコンクラーヴェが実施。13日にフランシスコが選出された。
- 13日 - 参院議員・行田邦子がみどりの風を離党し、みんなの党に入党。同時に、参院会派「みんなの党」に入会。
- 13日 - ドイツ政府が2014年予算案を閣議決定。歳出総額は2,969億ユーロ。
- 13日 - 欧州議会は9,600億ユーロの次期中期予算案を反対多数で否決。
- 13日 - ブルガリアのプレヴネリエフ大統領がマリン・ライコフ（英語版）駐仏大使を暫定首相兼外相に任命。
- 14日 - 全国人民代表大会（全人代）で習近平党総書記を国家主席、李源潮党政治局員を国家副主席に選出。中央省庁を27から25に再編する機構改革案を可決。
- 14日 - ネパールの選挙管理内閣議長（暫定首相）にレグミ最高裁長官が就任。
- 15日 - 全国人民代表大会（全人代）は、李克強を国務院総理に、最高人民法院院長に周強湖南省党委書記をそれぞれ選出。
- 15日 - ブルガリア国民議会が解散。
- 15日 - 甘利明経済再生担当相を環太平洋パートナーシップ協定（TPP）担当相に追加任命。
- 16日 - 全国人民代表大会（全人代）で、副総理・国務委員・閣僚をそれぞれ選出し、李克強内閣が発足。
- 16日 - ジンバブエで新憲法案の是非を問う国民投票を実施。賛成が95%となり承認された。
- 16日 - パキスタン国民議会（下院）が、任期満了を迎え解散。パキスタンの文民政権で任期満了したのは初めてとなった。
- 17日 - 千葉県知事選挙が投開票され、現職の森田健作が再選。
- 17日 - 全国人民代表大会（全人代）は2013年度予算案13兆8246億元（約206兆円）などを採択し、閉幕。
- 18日 - イスラエル国会は、ネタニヤフ首相が提出した組閣案を承認、第3次ネタニヤフ政権が発足。
- 18日 - シリア反体制組織のシリア国民連合は、ガッサーン・ヒット（英語版）を暫定首相に選出。
- 19日 - バチカン市国・ローマ教皇の就任式が開催。
- 20日 - スロベニア国民議会は、積極的なスロベニアのアレンカ・ブラトゥシェク党首を首相に選出した。
- 21日 - 秋田県知事選挙が告示されたが、現職の佐竹敬久だけが立候補を届け出、対立候補が現れなかった為、無投票で再選[22]。
- 21日 - 国民新党が解党。所属する参院議員の自見庄三郎と浜田和幸は無所属となった。
- 21日 - オーストラリア与党・労働党の党首選が急遽行われ、無投票でギラード首相が再選[23]。
- 22日 - ドイツ連邦参議院が、ニュースの検索サイト利用に課金を認める改正著作権法（通称：グーグル法）を承認。
- 23日 - レバノンのミカティ首相はスレイマン大統領に辞表を提出、受理。
- 25日 - 昨年12月16日に行われた第46回衆議院議員総選挙の広島1区と広島2区の一票の格差訴訟で広島高等裁判所は選挙無効の判決、日本国憲法下での選挙無効判決は初めて。
- 26日 - 米国オバマ大統領が米政府歳出手当て法案に署名し、法案は成立（暫定予算は27日に失効予定だった）。
- 26日-27日 - 新興5か国（BRICS）の首脳会議が開かれ、新開発銀行の設立について基本合意。
- 27日 - 兵庫県小野市議会で、生活保護費や児童扶養手当の浪費を通報する市福祉給付制度適正化条例案が可決、成立した。
- 3月28日 - 東京地検特捜部は、猪瀬直樹前東京都知事が都知事選の際に徳洲会から現金5000万円を受け取った問題で、公職選挙法違反（選挙運動費用収支報告書不記載）で猪瀬を略式起訴し、罰金50万円及び5年間の公民権停止処分となった[24]。
- 29日 - 参議院本会議で2013年度暫定予算案（総額13兆1808億円、期間：4月1日〜5月20日）が可決、成立。
- 30日 - 北朝鮮は北南関係が戦時状況に入ったとの特別声明を出した。

### 4月
- 1日 - 北朝鮮最高人民会議が開かれ、労働党中央委政治局員朴奉珠を首相に再選。
- 2日 - 民主党の前復興大臣平野達男が離党届を提出。
- 2日 - 国連総会で武器貿易条約が賛成多数で採択された。
- 6日 - レバノンのスレイマン大統領は、タンマーム・サラーム元文化相を首相に指名、組閣を命じた。
- 7日 - モンテネグロ大統領選挙が行われ、フィリップ・ヴヤノヴィッチ大統領が再選。
- 8日 - イギリスのマーガレット・サッチャー元首相が死去。
- 9日 - ケニアでウフル・ケニヤッタが大統領に就任。
- 10日 - オバマ大統領が、2014会計年度（2013年10月-2014年9月）の予算教書（3兆7700億ドル規模）を議会に提出。
- 10日 - ウルグアイ下院で、同性婚を認める「結婚平等法案」が可決（上院は2日に可決）。
- 12日 - フランス元老院(上院)は、同性婚解禁法案を可決（国民議会は2月に可決）[25]。
- 13日 - パレスチナ自治政府のサラーム・ファイヤード首相が辞任[26]。
- 14日 - ベネズエラ大統領選挙の投開票が行われ、ニコラス・マドゥロ暫定大統領が当選[27]。
- 15日 - 内閣総理大臣・安倍晋三が、北大西洋条約機構（NATO）のラスムセン事務総長と会談、共同政治宣言に署名。
- 16日 - 衆院本会議で2013年度予算案が可決された。
- 17日 - ニュージーランド議会は、同性婚を認める法改正案を可決。
- 18日-20日 - イタリア両院合同会議で大統領選挙の投開票が4回行われたものの、決まらず、主要政党によりナポリターノ現大統領への続投要請がされ、20日、6回目の投票で再選が決まった。
- 19日 - 民主党の元国土交通政務官室井邦彦（参院議員）が、離党届を提出[28]。
- 21日 - 名古屋市長選挙で河村たかしが3選。
- 21日 - パラグアイ大統領選挙の投票が行われ、コロラド党のオラシオ・カルテスが当選。
- 23日 - フランス国民議会で、同性婚と養子縁組の合法化法案が可決し、同法案は成立（5月18日にオランド大統領署名）。
- 24日 - イタリアのナポリターノ大統領は、エンリコ・レッタ民主党副党首を首相に指名、組閣を要請。
- 25日 - 国連安全保障理事会は、マリへ平和維持活動部隊を派遣する決議案を採択。
- 25日 - モルドバでユリエ・レアンカ副首相兼外務・欧州統合相が首相代行に就任。
- 27日 - アイスランド議会選挙の投開票が行われ、野党の独立党と進歩党が躍進、過半数の議席を獲得。
- 28日 - 安倍政権発足後の初の国政選挙参議院山口県選挙区の補欠選挙が執行、自民党新人の前山口県下関市長・江島潔が当選。
- 28日 - イタリアのエンリコ・レッタ民主党副党首が首相就任の宣誓し、新内閣が発足。
- 29日 - 安倍首相がロシアのプーチン大統領と日露首脳会談。
- 29日 - 韓国国会本会議で、安倍晋三首相の歴史認識発言と閣僚による靖国神社参拝を非難する決議を採択。

### 5月
- 2日 - イギリス地方選挙（en）。
- 2日 - 内閣総理大臣・安倍晋三は、アラブ首長国連邦でムハンマド副大統領と会談、原子力協定の締結で合意、署名。
- 3日 - 内閣総理大臣・安倍晋三は、トルコでエルドアン首相と会談、原子力協定の締結で合意、署名。
- 4日 - 韓国の民主統合党は、党大会で、元文化観光相金ハンギルを新代表に選出、また党名を民主党に変更することを決めた。
- 5日 - マレーシア総選挙 投開票が行われ、与党連合・国民戦線が過半数の133議席(定数222)を獲得。
- 6日 - 米上院でインターネット売上への州の課税を認める市場公正法案(en)が可決。
- 7日 - エジプトのムルシー大統領は内閣改造を実施。
- 7日 - 米国のオバマ大統領と韓国の朴槿恵大統領が米韓首脳会談。
- 7日 - 米国デラウェア州で、同性婚を認める法案が成立。同性婚合法化は11州となった。
- 8日 - ロシアのプーチン大統領がスルコフ副首相の辞表を受理。
- 9日 -参議院本会議で自民党の川口順子環境委員長の解任決議案を可決。委員長解任決議案の可決は両院で初。後任は、同じく自民党の北川イッセイ。
- 11日 - パキスタン総選挙の投開票が行われ、ナワーズ・シャリーフ元首相が党首の野党パキスタン・ムスリム連盟ナワーズ・シャリーフ派が第1党に。
- 12日 - ブルガリア総選挙の投開票が行われ、GERBが得票率30.54%で第1党、ブルガリア社会党が第2党となった。
- 13日 - フィリピン中間選挙の投開票が行われた。またエストラダ元大統領が、マニラ市長に当選。
- 13日 - 国連総会は、アサド政権を非難する決議を採択。
- 13日 - 米国ミネソタ州上院が、同性婚を認める法案を可決。翌14日、知事が署名し、成立。
- 15日 - 2013年度予算が、参議院で否決。その後、衆議院の優越規定により成立。一般会計総額は92兆6115億円。
- 17日 - 地域政党「新党大地」の衆院議員石川知裕が、議員辞職願を提出。来週の衆院本会議で許可される見通し。これに伴い、同党代表鈴木宗男の長女貴子が繰り上げ当選する見通し[29]。
- 18日 - 日本維新の会が、在日韓国人を侮辱する内容の発言を会合で行った西村眞悟を除名処分[30]。
- 19日 - さいたま市長選挙の投開票が行われた結果、現職の清水勇人が再選[31]。
- 20日 - 無所属で自民党会派に所属している参院議員大江康弘が、議員辞職願を提出。22日の参院本会議で許可される見通し。大江は2007年の当選時に民主党から出馬していた為、同党から山村明嗣元東京都品川区議が繰り上げ初当選する見通し[32]。
- 21日 - 英国下院で同性婚を認める法案が可決、上院に送付[33]。
- 23日 - アイスランドで進歩党と独立党が連立、シグムンドゥル・グンロイグソン進歩党党首を首相とする連立政権発足。
- 26日 - 千葉市長選挙の投開票が行われた結果、現職の熊谷俊人が再選。
- 28日 - 民主党が、同党の幹事長代行に現職の中川正春の他に、幹事長代理馬淵澄夫、元厚生労働大臣長妻昭、元行政刷新担当大臣蓮舫を追加任命[34]。
- 29日 - みどりの風に、衆院議員の阿部知子が入党。即日、同党の代表代行に就任。これにより、同党は衆院 2名、参院 4名の計6名となった。ただし、阿部は政治団体「日本未来の党」の代表 及び 同党は継続させる[35]。
- 29日 - ブルガリア国民議会で、プラメン・オレシャルスキ（英語版）元財務相が首相に選出され、中道左派・社会党を軸にした連立政権が発足。
- 30日 - モルドバ議会はユリエ・レアンカ首相代行（副首相兼外務・欧州統合相）を首相として承認。
- 31日 - 17日に議員辞職願を提出した、地域政党「新党大地」衆院議員の石川知裕の後任に、同党の鈴木貴子が繰り上げ初当選[36]。

### 6月
- 2日 - 美濃加茂市長選挙の投開票が行われた結果、新人の藤井浩人が当選[37]。
- 2日 - パレスチナ自治政府のアッバス議長は、ナジャーフ大学（英語版）のラーミー・ハムダッラー学長を首相に任命し、組閣を要請[38]。
- 2日 - エジプト最高憲法裁判所は、上院選挙と、憲法委員会の無効判決を出した[39]。
- 5日 - パキスタン下院はナワーズ・シャリーフPML-N党首を首相に選出。
- 14日 - イラン大統領選挙の投開票が行われ、ハサン・ロウハーニー候補が当選。
- 14日 - ノルウェー議会が女性へも徴兵制の適用拡大を行う法案を可決[40]。
- 14日 - 世界最先端IT国家創造宣言を閣議決定。
- 16日 - 2013年静岡県知事選挙の投開票が行われ現職の川勝平太が再選。
- 17日 - 18日 - 第39回主要国首脳会議（北アイルランド、ロック・アーン）
- 17日 - チェコのネチャス首相が辞任。
- 20日 - パレスチナ自治政府のラーミー・ハムダッラー首相が辞表を提出。
- 23日 - 東京都議会議員選挙の投開票が行われ、第1党は自民党59議席、第2党は公明党23議席、第3党は共産党17議席となり、選挙前の第1党だった民主党は第4党に転落[41]。
- 23日 - アルバニア総選挙。
- 24日 - ギリシャのサマラス首相が内閣改造を実施[42]。
- 25日 - カタールのハマド首長が退位とタミーム皇太子への首長位を譲位したことを正式に発表[43]。
- 25日 - 丸川珠代厚生労働大臣政務官に対する問責決議案が参議院厚生労働委員会で、野党の賛成多数により可決[44]。
- 26日 - 通常国会閉会（会期末）。
- 26日、安倍晋三内閣総理大臣に対する問責決議案が参議院本会議で、野党の賛成多数により可決。
- 26日 - オーストラリア与党労働党は緊急議員総会で党首選を実施。ギラード首相を破りラッド前首相を新党首に選出[45]。
- 26日 - モンゴル大統領選挙が行われ、エルベグドルジ現大統領が再選された[46]。
- 26日 - 米連邦最高裁が、同性結婚を認めない結婚防衛法に違憲判決[47]。
- 28日 - 世界知的所有権機関の会合で、視覚障害者等による著作物利用に関する国際条約が採択、調印された。
- 30日 - ロシアのプーチン大統領は、同性愛のプロパガンダ禁止法案、宗教心の侵害を禁じる法案に署名、両法案成立[48]。
- 30日 - タイのインラック首相が、4回目の内閣改造、国防相を兼務する[49]。

### 7月
- 1日
  - 衆議院議院運営委員長の佐田玄一郎が、週刊新潮に女性問題を報じられたことを受け引責辞任[50]。
  - クロアチアが欧州連合 (EU) に正式加盟[51]。
- 3日 - エジプトのシーシー国防相が、憲法停止を宣言し、ムルシー大統領を解任するとともに、アドリー・マンスール最高憲法裁判所長官の暫定大統領への就任を宣言。詳細は、2013年エジプトクーデターを参照。
- 4日 - 第23回参議院議員通常選挙 公示。433人（選挙区271人、比例区162人）が立候補届け出た[52]。
- 5日 - アフリカ連合は「憲法に反する政権交代」のためエジプトの加盟資格を一時停止した[53]。
- 5日 - エジプトのマンスール暫定大統領は諮問評議会（上院）の解散を命じた[54]。
- 9日 - エジプトのマンスール暫定大統領は、ハゼム・ベブラウィ元財務相を首相に指名、組閣を要請[55]。
- 9日 - 欧州連合財務相会合で、2014年1月のラトビアへのユーロ導入が正式承認[56]。
- 10日 - チェコのゼマン大統領は、イジ・ルシュノク元財務相を首相に任命。内閣が発足。
- 11日 - ルクセンブルクのユンケル首相がアンリ大公に議会の解散と総選挙の実施を申し出た。
- 12日 - アイルランド下院が、特例に限り妊娠中絶を容認する法律を可決した。30日に大統領署名で成立[57][58]。
- 13日 - ブータンで、国民議会選挙の投開票があり、野党の国民民主党が過半数を獲得[59]。
- 16日 - 英国議会上院は同性婚を認める法案を可決[60]。
- 16日 - エジプトのベブラーウィー首相を首班とする暫定内閣が発足。
- 20日 - 台湾中国国民党の主席選挙が行われ、馬英九総統が再選[61]。
- 21日 - 第23回参議院議員通常選挙が投開票。開票の結果、自民・公明 両党が圧勝し、参院で過半数を占めたことにより「ねじれ」が解消された。一方、野党・民主党は過去最低の議席数となった[62]。
- 21日 - 兵庫県知事選挙の投開票が行われ、井戸敏三知事が4選[63]。
- 21日 - ベルギーのアルベール2世国王が高齢のため退位、フィリップ皇太子が第7代国王に即位[64]。
- 22日 - 民主党の幹事長細野豪志が、参議院選挙敗北の責任を取るために辞表を提出[65]。
- 22日 - 新党改革代表の舛添要一が、参院議員を引退した為、「代表」を辞任。後任に、幹事長の荒井広幸が就任[66]。
- 22日 - みどりの風代表の谷岡郁子が、参議院選挙での惨敗を受け辞任表明。また、みどりの風は参院議員4人全員が落選し政党要件を失った[67][68]。
- 23日 - 日本が、環太平洋パートナーシップ協定 (TPP)の交渉会合に初めて正式参加[69]。
- 24日 - 参院会派「新党改革」に無所属の前復興大臣平野達男と前外務政務官浜田和幸の2名が会派入りし、会派名を「新党改革・無所属の会」に変更[70]。
- 24日 - イタリア下院でレッタ連立政権の信任投票が行われ、信任された[71]。
- 25日 - 民主党は両院議員総会を開き、22日に辞表を提出した幹事長・細野豪志の後任に、代表代行の大畠章宏を起用すると発表し即日就任した。また、参議院選挙で参院議員大河原雅子（東京）を支援した問題で元首相菅直人に「党員資格停止 (3ヶ月)」処分及び党「最高顧問」職剥奪、尖閣諸島問題の発言をした元首相鳩山由紀夫に「厳重注意」処分をそれぞれに下す。また、参院議員蓮舫が「幹事長代行」の辞表を提出し受理[72][73][74]。
- 25日 - 社民党の福島瑞穂党首が、参議院選挙敗北の責任を取るため辞任。後任の党首が選出されるまでの間、幹事長又市征治が党首代行に就任[75]。
- 25日 - クウェート国民議会選挙。
- 27日 - ブータンのワンチュク国王が、国民民主党のツェリン・トブゲ党首を首相に任命。
- 28日 - マリ大統領選挙が行われたものの、得票が過半数に達せず決選投票となった。
- 28日 - カンボジア国民議会選挙投開票が行われ、与党カンボジア人民党が過半数を確保したものの、議席を減らした。
- 30日 - 自民党で参院議員会長中曽根弘文の後任を選ぶ参院議員会長選が行われ、参院幹事長溝手顕正が、元防災担当相鴻池祥肇を破り当選[76]。
- 30日 - パキスタン大統領選が行われ、マムヌーン・フセイン元シンド州知事が初当選。
- 31日 - ウルグアイ下院で、マリファナを合法化する法案を可決[77]。
- 31日 - ジンバブエ大統領選挙が行われ、ロバート・ムガベ大統領が再選（得票率61%）[78]。

### 8月
- 2日 - 第184回国会（臨時国会）が開会。参院本会議で、議長に前参院副議長山崎正昭（自民党）、副議長に前民主党参院議員会長輿石東（民主党）をそれぞれ選出[79]。
- 3日 - イランでハサン・ロウハニが第7代大統領に就任[80]。
- 6日 - 自民党の参院議員中村博彦の死去に伴い、2010年の参院選比例名簿により、堀内恒夫が繰り上げ当選[81]。
- 6日 - 民主党で輿石東参院副議長の後任を選ぶ参院議員会長選が行われ、元農林水産大臣郡司彰が、元防衛大臣北澤俊美を破り初当選[82]。
- 6日 - チュニジアで、政権・野党間の対立が悪化、暫定議会議長が議会の一時停止を宣言[83]。
- 7日 - みんなの党が両院議員総会を開き、幹事長江田憲司を解任し、後任に政調会長浅尾慶一郎、浅尾の後任に参院国対委員長水野賢一をそれぞれ任命[84]。
- 7日 - チェコ議会下院は、イジ・ルシュノク首相の信任案を否決。
- 11日 - 仙台市長選挙が行われ、現職の奥山恵美子が再選[85]。
- 11日 - マリ大統領選挙の決選投票が行われ、イブライム・ケイタ元首相が当選[86]。
- 20日 - チェコ下院で、議会解散の是非の採決が行われ、賛成多数で解散が決まった[87]。
- 23日 - みんなの党の衆院議員柿沢未途が離党届を提出[88]。
- 25日 - 横浜市長選挙が投開票され、林文子市長が大差で再選[89][90]。
- 26日 - ブラジルのアントニオ・パトリオタ外相が、引責辞任。
- 29日 - 英国議会下院は、シリアへの軍事介入の動議を否決した。（シリア騒乱）

### 9月
- 4日 - 韓国国会は、内乱陰謀容疑がもたれている統合進歩党の議員・李石基の逮捕同意案を可決[91]。翌5日、国家情報院は李石基を逮捕[92]。
- 4日 - ケニアの国会は、国際刑事裁判所(ICC)からの脱退動議を可決。ICCでは同国元副大統領などへの人道に対する罪の審理が行われている[93]。
- 7日 - モルディブ大統領選挙。その後、10月7日に同国最高裁は、不正が疑われるとして無効と判決。
- 7日 - オーストラリア総選挙投票が行われ、野党保守連合（自由党、国民党）が与党労働党を破り、議席の過半数を獲得[94]。
- 8日 - 茨城県知事選挙の投開票が行われ、現職の橋本昌知事が6選[95]
- 8日 - モスクワ市長選挙の投開票が行われ、セルゲイ・ソビャーニン前市長が当選[96]。
- 9日 - ノルウェーで総選挙投票が行われ、野党の中道右派連合が与党の中道左派連合に勝利して、8年ぶりに政権が交代した[97]。
- 18日 - オーストラリアのトニー・アボット自由党党首が、正式に首相に就任[98]。
- 22日 - ドイツ連邦議会選挙 投開票が行われ、与党キリスト教民主・社会同盟（CDU・CSU）が311議席を獲得。初の黒人議員が誕生。
- 22日 - スイスのティチーノ州で顔をベールで覆い隠してはならない（ブルカ着用禁止）とする住民投票があり、65%が着用禁止に賛成。
- 24日 - カンボジア下院はフン・セン首相の再任を承認。新内閣が発足。
- 26日 - 韓国政府は、2014年予算案を閣議決定した。総支出は357兆7000億ウォン（約32兆7737億円、今年度比+4.6%）[99]。
- 27日 - 国連安全保障理事会は、シリアに化学兵器を廃棄させる決議案（第2118号）を採択。
- 28日 - イタリアのベルルスコーニ元首相は、連立政権からの離脱を表明。自由国民党の5閣僚に辞任を指示。
- 29日 - 堺市長選挙の投開票が行われ現職の竹山修身市長が再選[100]
- 29日 - オーストリア国民議会総選挙投票が行われ、与党の社会民主党、国民党が過半数を維持。
- 29日 - ギリシャの極右政党黄金の夜明け党の党首と4人の国会議員が犯罪組織を結成した容疑で逮捕された。

### 10月
- 1日 - 内閣総理大臣・安倍晋三が、8%への消費税率引き上げを2014年4月に実施することを表明。
- 1日 -  アメリカ議会での新年度予算案が成立せず、一部の政府機関閉鎖が始まる。
- 2日 -  イタリア議会上院・下院で、レッタ内閣への信任投票が行われ、共に信任案が可決[101]。
- 4日 -  アイルランドで、上院の廃止の是非を問う国民投票があり、僅差で廃止案が否決。
- 6日 - 岡山市長選挙の投開票が行われ、新人の大森雅夫元国土交通省国土政策局長が、いずれも無所属新人の4名を破り、初当選[102]。
- 7日 - 中国外交部が李克強総理のASEAN関連首脳会議出席についてブリーフィングを行い、亜洲基礎設施投資銀行構想を発表する[103]。
- 7日〜8日 -  インドネシアのバリ島で、25回目となるAPEC首脳会議を開催[104]。
- 8日 -  エチオピア議会は新大統領に、元駐日大使のムラトゥ・テショメ元農相を選出。
- 8日 - 鳥取県議会で全国初の手話言語条例が可決・成立。
- 9日 -  アゼルバイジャン大統領選挙が行われ、現職のイルハム・アリエフ大統領が3選。
- 9日〜10日 -  ブルネイで、ASEAN+3首脳会議開催。
- 12日〜14日 - 社民党党首選挙が、12日・13日に投票、14日に開票が行われ、参院議員の政審会長・吉田忠智が新党首に選出。
- 15日 - 第185回臨時国会召集。
- 16日 -  米議会上下両院は、政府の債務上限引上げと、暫定予算を盛り込んだ法案を可決。17日未明、オバマ大統領が署名。16日間の政府閉鎖が終了。
- 17日 - 国連総会で安全保障理事会の非常任理事国の改選が行なわれ、サウジアラビア、チャド、ナイジェリア、リトアニア、チリが選出された。サウジアラビアは後日辞退。
- 20日 -  ルクセンブルク総選挙が行われ、政権与党のキリスト教社会人民党が3減の23議席で第1党を維持[105]。
- 26日 -  チェコ下院選挙の投開票が行われ、野党・社会民主党が50議席を獲得し第1党となり、新党・ANO2011が47議席で第2党となった （英語版）。
- 27日 - 宮城県知事選挙が投開票され、現職の村井嘉浩知事が3選。
- 27日 - 川崎市長選挙が投開票され、新人の福田紀彦元神奈川県議が初当選。
- 27日 - 神戸市長選挙が投開票され、新人の久元喜造前神戸市副市長が初当選。
- 27日 -  グルジア大統領選挙が行われ、与党・グルジアの夢が推薦するギオルギ・マルグヴェラシヴィリ前第1副首相が初当選 （英語版）。
- 29日 - シリアのアサド大統領は、カドリ・ジャミル（英語版）副首相を解任。

### 11月
- 1日 - 社民党の新執行部体制が決定され、副党首に福島瑞穂前党首が就任。政審会長に政審会長代理吉川元が昇格、幹事長・又市征治と国対委員長照屋寛徳はいずれも留任[106]。
- 5日 - 米国ニューヨーク市長選挙(英語版)。民主党新人、ビル・デブラシオ市政監督官が当選。
- 5日 - 米国バージニア州知事選が投開票され、民主党のテリー・マコーリフ元党全国委員長が当選。
- 5日 - 米国ニュージャージー州知事選が投開票され、共和党のクリス・クリスティー現知事が再選。
- 5日 - 韓国政府は閣議で、法務部が提出した「違憲政党の解散審判請求の件」を議決。同日、統合進歩党に対する違憲政党解散審判請求を憲法裁判所に提出[107][108]。
- 5日 - 米国イリノイ州で同性婚を認める法案が可決。20日、知事が署名し、成立。
- 6日 - タジキスタン大統領選の投開票が行なわれ、エモマリ・ラフモン現大統領が4選を決めた。
- 9日〜12日 - 第18期中国共産党中央委員会第3回総会（3中総会）
- 10日 - 広島県知事選挙の投開票が行なわれ、無所属の湯崎英彦現知事が再選された[109]。
- 10日 - 台湾与党国民党の党大会が開かれ、馬英九総統を党主席に再任した[110]。
- 12日
  - 徳田毅衆議院議員は、徳洲会事件に係る公職選挙法違反容疑で自身の親族が逮捕される事態となった責任をとるために、同月13日に自民党へ離党届を提出し、翌14日に離党が承認された[111]。
  - 米国ハワイ州で同性婚を認める法案が可決。翌13日、知事が署名し、成立。
- 13日 -参議院本会議で無断で北朝鮮を訪問した議員アントニオ猪木に対する懲罰動議が可決される。
- 16日 - モルディブ大統領選挙決選投票が行なわれ、アブドラ・ヤミーンが当選した。
- 17日 - チリ大統領選挙。
- 19日 - ネパール制憲議会選挙。
- 24日 - ホンジュラス大統領選挙が行なわれ、フアン・エルナンデスが当選した。
- 28日 - 第23回参議院議員通常選挙の一票の格差をめぐる訴訟で広島高裁岡山支部は岡山選挙区の選挙無効判決を出す。

### 12月
- 4日 - 日本の安全保障会議が国家安全保障会議に再編される。
- 4日 - スイス連邦議会は、ディディエ・ブルカルテール現外相を連邦大統領に選出した。
- 4日 -  ルクセンブルクで民主党のグザヴィエ・ベッテル党首が首相に就任（政権交代）。
- 5日
  - 参議院本会議で民主党の水岡俊一内閣委員長と大久保勉経済産業委員長の解任決議案を可決。後任は自民党の山東昭子（内閣）と北川イッセイ（経済産業）。解任により委員長の党派が変わったのは史上初。
  - 民主党の元外務副大臣山口壯が離党届を提出。今後は、無所属で活動[112]。
- 6日 - 参議院本会議で、特定秘密保護法可決、成立。

国連総会で安全保障理事会の非常任理事国のサウジアラビアの辞退に伴う再選挙が行なわれ、ヨルダンが選出された。
- 8日 - 第185臨時国会閉会。
- 9日 - みんなの党の前幹事長江田憲司ら14名[113]が離党届を提出。今後は、8月23日に離党した柿沢未途衆院議員を加えた15名で新党を結成へ[114]。
- 9日 - タイのインラック首相が議会の解散。（関連記事）
- 10日 - ウルグアイ上院で、マリファナ合法化法案が可決。
- 11日 - 日本維新の会の衆院議員東国原英夫が離党届を提出[115][116]。17日に衆院に議員辞職願を提出し議長により辞職許可[117]。
- 11日 - イタリア上院、下院でレッタ内閣の信任投票が行なわれ、信任案を可決。
- 12日 - タイ検察当局はアピシット前首相とステープ副首相を2010年のデモ鎮圧について殺人罪で起訴した。
- 12日 - 金正恩の後見人的存在として体制における実質的なナンバー2と見られていたが、今月に粛清され全ての役職と称号を剥奪されていた張成沢前国防委員会副委員長が「国家転覆陰謀行為」により死刑判決を受け、即日処刑された[118]。
- 14日 - ドイツで連立政権樹立の是非を問う社会民主党の党員投票が行われ、同党の連立参加が決まった[119]。
- 15日 - マリ議会選挙の決選投票。大統領率いるマリ連合（英語版）（RPM）が過半数を制し圧勝した。
- 15日 - チリ大統領選挙決選投票。ミシェル・バチェレ元大統領が当選。
- 17日 - 日本維新の会を離党した、衆院議員・東国原英夫が、衆院に議員辞職届を提出し認可された。これにより、日本維新の会・比例近畿ブロックの名簿に従い、元衆院議員清水鴻一郎が繰り上げ当選[120]。
- 17日 - ドイツの連邦議会で首相指名選挙が行われ、メルケル首相が選出。第3次メルケル内閣が発足。
- 18日 - みんなの党を離党した衆院議員・江田憲司ら15名が新党「結いの党」を旗揚げ。新党の代表に江田、副代表に寺田典城、幹事長に小野次郎、政調会長に柿沢未途、国対委員長に畠中光成をそれぞれ任命[121]。
- 18日 - 米議会上院は、予算案（2013年10月-2015年9月）を賛成多数で可決。この予算案は政策的経費と軍事費のみで、社会保障費は含まない。
- 18日 - ロシア下院で恩赦法が可決、施行。この恩赦は憲法承認20周年に伴うもの。
- 19日
  - 東京都の猪瀬直樹都知事が辞職を表明。
  - 5日に民主党に離島届けを提出した山口壮衆議院議員が、無所属のまま自民党の二階派に入会[122]。
- 19日 - 韓国国会は、「日本政府の集団的自衛権行使推進中断を促す決議案」を採択 [123]。
- 20日 - ウガンダ議会は反同性愛法案を可決[124]。
- 23日 - イタリア上院は、レッタ内閣の出した2014年予算案（歳出：147億ユーロ）を可決。
- 25日 - トルコで汚職疑惑を受け3閣僚が辞任。エルドアン首相は内閣改造を実施。
- 26日 - 内閣総理大臣・安倍晋三が政権発足1年に併せ、靖国神社を公式参拝。
- 30日 - ミャンマーのテイン・セイン大統領は、全ての政治犯への恩赦を与える大統領令を出した[125]。
- 31日 - 韓国国会は、内閣総理大臣・安倍晋三の靖国神社参拝の糾弾決議案を採択[126]。

## 死去
- 1月13日 - 瓦力 : 自民党元衆院議員・元防衛庁長官・元建設相・元自民党国対委員長（1937年）
- 1月14日 - 清水澄子 : 社民党元参院議員・社民党元副党首（1928年）
- 1月21日 - 佐藤泰三 : 自民党元参院議員・元埼玉県議（1924年）
- 1月21日 - 貴志八郎 : 社会党元衆院議員・元和歌山県議・元和歌山市議（1930年）
- 1月23日 - 佐藤剛男 : 自民党元衆院議員・通産官僚（1937年）
- 1月30日 - 加藤寛 : 経済学者・元政府税調会長（1926年）
- 3月5日 - ウゴ・チャベス : ベネズエラ大統領（1954年）
- 3月20日 - ジルル・ラーマン : パキスタン元大統領（1929年）
- 4月8日 - マーガレット・サッチャー : 英国元首相（1925年）
- 4月14日 - 下条進一郎 : 自民党元参院議員・元厚相・大蔵官僚（1920年）
- 4月22日 - 田畑金光 : 民社党元衆院議員・元福島県いわき市長（1914年）
- 4月24日 - 今野東 : 民主党前参院議員・元衆院議員・前復興兼内閣府副大臣（1947年）
- 4月26日 - 柴田睦夫 : 共産党元衆院議員（1928年）
- 5月6日 - ジュリオ・アンドレオッティ : イタリア元首相（1919年）
- 5月7日 - 五十嵐広三 : 社民党元衆院議員・元建設相・元官房長官・元北海道旭川市長（1926年）
- 5月18日 - 南悳祐 : 韓国元国務総理（首相）（1924年）
- 5月19日 - 北川石松 : 自民党元衆院議員・元環境庁長官・元大阪府議（1919年）[127]
- 5月24日 - 高橋清孝 : 自民党元参院議員・元科学技術政務次官（1921年）[128]
- 6月4日 - 広田幸一 : 社会党元参院議員（1915年）[129]
- 6月5日 - 近藤忠孝 : 共産党元参院議員（1932年）[130]
- 6月7日 - ピエール・モーロワ : フランス元首相（1928年）[131]
- 6月19日 - ホルン・ジュラ : ハンガリー元首相・外相（1932年）[132]
- 6月24日 - エミリオ・コロンボ : イタリア元首相（1920年）[133]
- 7月2日 - 上坂昇 : 社会党元衆院議員（1918年）
- 7月30日 - 松尾官平 : 新進党元参院議員・元参院副議長（1927年）[134]
- 7月31日 - 中村博彦 : 自民党参院議員・自民党元副幹事長（1943年）[135]
- 8月27日 - 下田京子 : 共産党元参院議員（1940年）[136]
- 10月7日 - 宮下創平 : 自民党元衆院議員・元厚相・元環境庁長官・元防衛庁長官・元大蔵官僚（1927年）[137]
- 10月13日 - 小沢辰男 : 自民党元衆院議員・元厚相・元建設相・元環境庁長官（1916年）[138]
- 10月28日 - タデウシュ・マゾヴィエツキ : ポーランド元首相（1927年）[139]
- 10月28日 - 前田正 : 自民党元衆院議員（1946年）[140]
- 11月5日 - 中島衛 : 民主党元衆院議員・元科学技術庁長官（1935年）[141]
- 11月27日 - 三重野栄子 : 社民党元参院議員（1926年）[142]
- 11月27日 - 海江田鶴造 : 自民党元参院議員（1923年）[143]
- 11月30日 - 矢野俊比古 : 自民党元参院議員・元通商産業事務次官（1924年）[144]
- 12月2日 - 柄沢とし子 : 共産党元衆院議員（1911年）[145]
- 12月5日 - ネルソン・マンデラ : 南アフリカ元大統領・ノーベル平和賞受賞者（1918年）[146]
- 12月6日 - 木宮和彦 : 自民党元参院議員（1927年）[147][148]
- 12月12日 - 張成沢 : 北朝鮮元国防委員会副委員長・元朝鮮労働党中央委員会政治局員・元中央軍事委員会委員・元中央委員会行政部長（1946年）[149]
- 12月13日 - 金国泰 :朝鮮労働党中央委員会政治局員・検閲委員長（* 1924年）[150]